# Catherine Corrigan
Catherine Margaret Corrigan (1972), a menudo conocida como Cari Corrigan, es una científica estadounidense conservadora de la colección de meteoritos del Instituto Smithsoniano. Es científica del Departamento de Ciencias Minerales del Museo Nacional de Historia Natural de los Estados Unidos.

## Educación
Corrigan obtuvo su bachillerato en 1995 y una maestría en 1998, ambas en Geología en la Universidad Estatal de Míchigan. Su tesis de maestría se tituló The Composition of Impact Breccias from the Chicxulub Impact Crater, Yucatan Peninsula, Yucatan, Mexico. Más tarde obtuvo un doctorado en ciencias planetarias en la Universidad Case de la Reserva Occidental en 2004, estudiando los minerales carbonatados en el meteorito marciano Allan Hills 84001, lo que sugiere que la muestra provenía de una superficie en Marte que sufrió múltiples exposiciones distintas al agua líquida, en lugar de una exposición a largo plazo en un cuerpo de agua.

## Trayectoria
En 2001 y 2004, Corrigan viajó a la Antártida como miembro de los equipos de ANSMET (Búsqueda antártica de meteoritos). Es coautora de 35 seasons of U.S. Antarctic meteorites (1976-2010): a pictorial guide to the collection (2014).

### Investigación
Corrigan fue becaria postdoctoral en el Museo Nacional de Historia Natural y en el Laboratorio de Física Aplicada.
En 2004, Corrigan fue fundamental en el examen inicial y clasificación del, entonces, recién descubierto meteorito marciano MIL03346.
A principios de 2008, Corrigan fue contratada para clasificar meteoritos y conservar la colección de meteoritos para el Museo Nacional Smithsonian de Historia Natural. Como curadora, es responsable de clasificar las muestras de meteoritos recolectadas en la Antarctica for the Antarctic Meteorite Newsletter.

### Otros trabajos
Corrigan ayuda a procesar y analizar las imágenes del Opportunity rover del proyecto Mars Exploration Rover.
Es miembro del equipo científico que trabaja con Moon Zoo, un proyecto de ciencia ciudadana de Zooniverse. Está interesada en vincular meteoritos lunares con cráteres de impacto en la superficie lunar.
En nombre de la Meteoritical Society, Corrigan es editora de las contribuciones de la sociedad a la revista Elements.

## Honores
El asteroide central del cinturón de asteroides 9924 Corrigan, descubierto por el astrónomo estadounidense Schelte John Bus en el Observatorio de Siding Spring en 1981, fue nombrado en su honor el 13 de abril de 2017.